# Deion Sanders
Deion Sanders (Fort Myers, Florida, 9 de agosto de 1967) entrenador de fútbol americano y comentarista deportivo estadounidense, que jugó profesionalmente al fútbol americano en la NFL y al béisbol en la MLB. Es el único deportista que disputó al mismo tiempo un Super Bowl y una Serie Mundial.
Jugó en la National Football League durante catorce temporadas entre 1989 y 2005 como miembro de los Atlanta Falcons, San Francisco 49ers, Dallas Cowboys, Washington Redskins, y Baltimore Ravens. Se desempeñaba principalmente como esquinero y regresador, aunque en ocasiones jugó como ala abierta. Realizó 22 touchdowns, 53 intercepciones, 60 recepciones, 212 regresos de despeje y 155 regresos de patada. Ganó el Super Bowl XXIX con los 49ers y el Super Bowl XXX con los Cowboys. Fue nombrado seis veces All-Pro, jugó ocho veces el Pro Bowl, y fue nombrado en el Equipo de la Década de 1990 tanto en la ofensiva como en la defensiva.
Jugó también en las Grandes Ligas de Béisbol durante nueve temporadas en los New York Yankees, Atlanta Braves, Cincinnati Reds y San Francisco Giants. Anotó 308 carreras, 39 cuadrangulares, 168 remolcadas y 186 bases robadas. Disputó cuatro partidos de la Serie Mundial de 1992, anotando cuatro carreras y una remolcada.
Tras concluir su carrera como deportista se convirtió en comentador deportivo para CBS Sports, NFL Network, y Barstool Sports. Fundó la escuela charter Prime Prep Academy en 2012, dónde entrenó al equipo de la institución hasta su clausura 2015 por insolvencia financiera. Fue también coordinador ofensivo entre 2017 y 2020 para el equipo de fútbol del Trinity Christian School, escuela a la cual acudían sus hijos. Desde 2020 hasta 2022 trabajó como entrenador de los Jackson State Tigers. Además protagonizó tres temporadas del programa de televisión de telerrealidad Deion Family Playbook, emitido de 2014 a 2015 por la Oprah Winfrey Network.

## Trayectoria

### Universidad
Sanders asistió a la Universidad Estatal de Florida donde practicó tres deportes con los Seminoles: fútbol americano, béisbol y atletismo. Integrando la defensiva del equipo de fútbol americano, ganó el Sugar Bowl de 1989; como jardinero exterior del equipo de béisbol conquistó el título de la Metro Conference en 1987; y también contribuyó a que el equipo de atletismo de la Estatal de Florida se impusiera como el más exitoso de la Metro Conference de 1987.

### Béisbol
Sanders jugó al béisbol de manera profesional entre 1988 y 2001, incluyendo nueve temporadas en las Grandes Ligas de Béisbol. Fue seleccionado en el Draft de la MLB de 1985 por los Kansas City Royals, pero no jugó para ellos tras optar por asistir a la universidad en su lugar. Tres años después se presentó nuevamente al evento de selección, donde fue elegido por los New York Yankees, equipo con el que si firmaría un contrato.
Tras jugar en las Ligas Menores de Béisbol con varios equipos afiliados a la organización neoyorquina, hizo su debut en las Grandes Ligas de Béisbol el 31 de mayo de 1989.
Fue jugando para los Atlanta Braves que pudo participar de la Serie Mundial de 1992, en la cual su equipo cayó finalmente derrotado ante los Toronto Blue Jays.

### Fútbol americano
Sanders fue escogido en la primera ronda con la quinta selección del Draft de la NFL en 1989 por los Atlanta Falcons, equipo para el que jugaría hasta 1993.
En 1994 se unió a los San Francisco 49ers, equipo con el que ganaría el Super Bowl XXIX. Al año siguiente se unió a los Dallas Cowboys, consiguiendo nuevamente coronarse campeón del Super Bowl en su edición XXX.
Su carrera se extendió hasta el final de la temporada 2000 de la NFL. Sin embargo regresó a la actividad en 2004 tras firmar un contrato por un año con los Baltimore Ravens. Luego de una buena temporada, renovó un contrato por un año más. 
Se retiró definitivamente en enero de 2006.

## Vida personal
Sanders es cristiano. En 1998 publicó su biografía Power, Money & Sex: How Success Almost Ruined My Life. 
Estuvo casado dos veces, y es padre de cinco hijos. Dos de los varones, Shilo y Shedeur, jugaron fútbol americano a nivel universitario, en tanto que su hija menor, Shelomi, jugó baloncesto en los Colorado Buffaloes y su hija mayor, Deiondra, estuvo involucrada en la Bikini Basketball Association en 2013, una liga deportiva femenina en lencería.